# Ctenichneumon flaviperfundatus
Ctenichneumon flaviperfundatus là một loài tò vò trong họ Ichneumonidae.